# Protiválečná demonstrace v Sarajevu 1992
Protiválečná demonstrace v Sarajevu roku 1992 předznamenala rozšíření vojenského konfliktu i do Bosny a Hercegoviny. Byla to reakce obyvatel města na blokádu Sarajeva ze strany JNA.
Až 40 tisíc lidí (v dějinách Jugoslávie ojedinělý počet) vyšlo 5. a 6. dubna roku 1992 do ulic města Sarajeva aby vyjádřili svůj nesouhlas s blokádou města, která následovala po vyhlášení nezávislosti země na Jugoslávii 1. března 1992 na základě referenda. Blokádu zajistila vojenská přítomnost jednotek Jugoslávské lidové armády v okolí města.
Odstřelovači Srbské demokratické strany (SDS) mířili ze střechy olympijského hotelu Holiday Inn v srdci Sarajeva, zahájili palbu do davu, zabili šest lidí a několik dalších zranili. Suada Dilberović a Chorvatka Olga Sučić byly v prvních řadách protestujících na mostě Vrbanja. Most, na kterém byly Sučić a Dilberović zabity, byl později na jejich počest přejmenován. Šest odstřelovačů SDS bylo zatčeno, ale byli vyměněni, když SDS pohrozila zabitím velitele bosenské policejní akademie, který byl zajat předchozího dne poté, co srbské polovojenské jednotky akademii převzaly a zatkli ho.
Suada Dilberović je mnohdy označovaná jako první oběť války 5. dubna 1992 bylo zabito celkem šest lidí a dalších 30 zraněno. Jednotky milice, loajální tehdejšímu vedení státu, okamžitě vtrhly do budovy a zatkly osoby odpovědné za střelbu, v místě byly rozmístěny obrněné transportery. Při následném výslechu tito odstřelovači uvedli, že jím za střelbu byly přislíbeny peníze ze strany zahraničních novinářů, konkrétně 500 DEM za 1 výstřel, do míst kam měli namířené kamery.[zdroj⁠?!] Kromě Sarajeva se ale demonstrovalo také i v Mostaru, Bělehradu a dalších městech. Zmobilizovala se následně i Teritoriální obrana Bosny a Hercegoviny, která se později změnila v Armádu BiH.